# Зоно, Оливер
Оливер Зоно (англ. Oliver Zono; род. 21 ноября 1991 года, Форт-Бофорт) — южноафриканский регбист, флай-хав клуба «Олорон».

## Биография
Родился и вырос в Форт-Бофорте. Учился в университете Форт-Хэйр, играл за его регбийную команду в Varsity Cup в 2013 и 2014 годах.  Воспитанник «Бордер Бульдогс». За основную команду дебютировал в 2014 году в рамках Vodacom Cup, набрал за сезон 31 очко и стал лучшим бомбардиром клуба в сезоне. В общей сложности за 4 года провел 44 матча и набрал 192 очка. В августе 2017 года «Саутерн Кингз» объявили о подписании Зоно для игр в Про14. Дебютировал в матче против «Коннахта». В общей сложности провел 9 матчей и набрал 23 очка.
После сезона Про14 2017/2018 «Саутерн Кингз» прекратил сотрудничество с Боноо, который два месяца выступал в первом дивизионе Карри Кап, где и получил приглашение от российского клуба. По заявлениям игрока, в ЮАР его зарплата составляла около 100 000 рэндов, а в России — 75 000, клуб брал на себя медицинскую помощь, страховку и проживание. Главный тренер «Яра» Сиуа Таумалоло сравнивал манеру игры Зоно с одним из лидеров команды прошлых лет — Эдди Паэа. За «Красный Яр» игрок дебютировал 19 октября 2019 года в матче против «Металлурга».